# Sami Zayn
Rami Sebei (arab. رامي سباعي; ur. 12 lipca 1984 w Montrealu) – kanadyjski wrestler syryjskiego pochodzenia. Obecnie występuje w federacji WWE, w brandzie Raw pod pseudonimem ringowym Sami Zayn.
Przed dołączeniem do WWE, Sebei walczył w Ring of Honor pod pseudonimem El Generico, wcielając się w postać luchadora z Meksyku, a jego powiedzonkiem było „Olé!”. Walczył w masce od swojego debiutu w 2002 do 2013 roku. Po podpisaniu kontraktu z WWE zaczął walczyć bez maski w rozwojowym brandzie WWE - NXT, ostatecznie zdobywając mistrzostwo NXT. Po awansie do głównego składu został czterokrotnym mistrzem interkontynentalnym. Od 2022 roku popularność Zayna wśród fanów zaczeła gwałtownie rosnąć, dzięki jego docenionej przez krytyków współpracy z frakcją The Bloodline. Zayn walczył także w walkach wieczoru kilku wydarzeń pay-per-view, w tym na WrestleManii 39, gdzie został połową Undisputed WWE Tag Team Champions (Raw i SmackDown Tag Team Championship) wraz z wieloletnim najlepszym przyjacielem Kevinem Owensem.
Sebei odniósł wiele sukcesów w Pro Wrestling Guerrilla (PWG) jako dwukrotny mistrz świata PWG i pięciokrotny mistrz świata Tag Team. Jest jedyną osobą, która wygrała oba coroczne turnieje PWG, turniej Dynamite Duumvirate Tag Team Title w 2010 i Battle of Los Angeles w 2011.

## Kariera

### Scena niezależna (2004–2013)
Sebei w latach 2004-2013 notował występy w takich federacjach jak Pro Wrestling Guerrilla, Chikara, Dramatic Dream Team, Dragon Gate USA i Evolve. Walczył wówczas w charakterystycznej masce pod pseudonimem El Generico. Był także posiadaczem ROH World Television Championship i ROH World Tag Team Championship wraz z Kevinem Steenem, z którym później zdobył nagrodę Feud of the Year 2010 od biuletynu Wrestling Observer Newsletter. Jest także dwukrotnym mistrzem świata wagi ciężkiej IWS dla International Wrestling Syndicate (IWS) z siedzibą w Montrealu. Walcząc na arenie międzynarodowej, zdobył wXw Unified World Wrestling Championship w Niemczech i KO-D Openweight Championship, DDT Pro-Wrestling w Japonii.

### Ring of Honor (2005–2012)

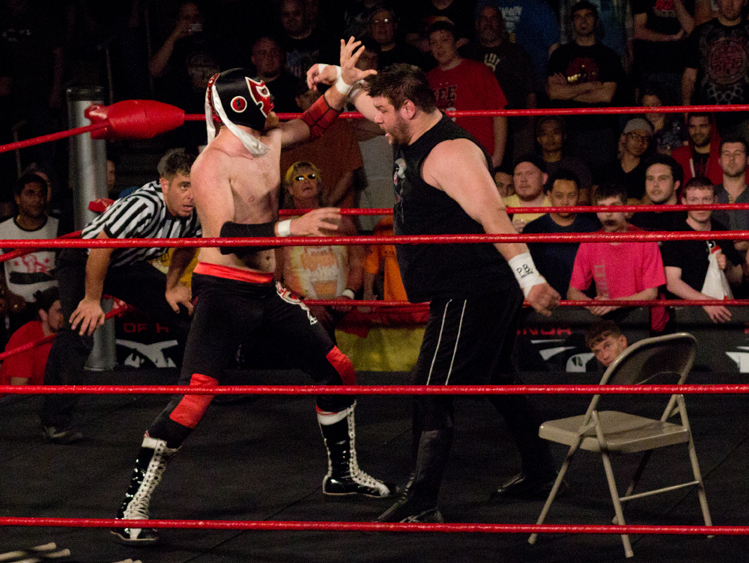
Generico vs Steen.

Generico w ROH zadebiutował w 2005 roku, gdzie nie walczył jednak zbyt długo. Do federacji tej powrócił w drugiej połowie 2006 roku. Utworzył on tag team z Kevinem Steenem, z którym 19 września 2008 roku na gali Driven zdobył tytuł ROH World Tag Team Championship. Tytuł ten trzymali przez 203 dni, podczas których obronili mistrzostwo 7 razy. Pas ten stracili 10 kwietnia 2009 roku na rzecz The American Wolves.
19 grudnia 2009 roku na Final Battle (pierwsze PPV ROH nadawane na żywo) Generico i Steen przegrali z The Young Bucks, a podczas walki Kevin zaatakował Generico. Wówczas ten założył tag team z Coltem Cabaną, a 3 kwietnia 2010 roku na The Big Bang! wygrali oni ze Steenem i Steve’em Corino poprzez dyskwalifikację po tym jak Kevin użył w walce krzesła. 19 czerwca na Death Before Dishonor VIII Steen pokonał Generico. 11 września na Glory By Honor IX Generico i Cobana pokonali Steena i Coino w Double Chain matchu, ale po walce Kevin zaatakował Generico i ściągnął z niego maskę. 18 grudnia 2010 roku na Final Battle Zayn zakończył długi feud z Kevinem Steenem poprzez zwycięstwo w Unsanctioned Fight Without Honor matchu, w którym dodana była stypulacja według której jeśli Generico przegra musi ściągnąć maskę, a jeśli przegra Steen, to musi on zakończyć karierę w ROH. Poprzez zwycięstwo Generico Steen został zmuszony opuścić federację. 2 marca 2011 roku Sebei podpisał nowy kontrakt z ROH.
1 kwietnia 2011 roku na Honor Takes Center Stage Generico został pokonany przez Michaela Elgina. 26 czerwca na Best in the World Generico pokonał Christophera Danielsa i zdobył pas ROH World Television Championship. Tytuł ten stracił 13 sierpnia na rzecz Jaya Lethala. 30 marca 2012 roku na Showdown in the Sun przegrał z Kevinem Steenem, który został przywrócony do federacji w Last Man Standing matchu. Po tej walce El Generico miał przerwę w występach w ROH, jednakże 13 października na Glory By Honor XI: The Unbreakable Hope Steen po obronie pasa ROH World Championship dostał paczkę z maską El Generico. Generico powrócił na ring 16 grudnia 2012 roku na Final Battle 2012: Doomsday, gdzie zmierzył się ze Steenem o pas ROH World Championship w ladder matchu, ale przegrał walkę. Był to ostatni występ Sebei w ROH.

### NXT (2013-2016)
9 stycznia 2013 roku Sebei podpisał kontrakt z WWE, a 13 lutego zaliczył debiut w federacji rozwojowej NXT pod pseudonimem Sami Zayn. Ze zmianą pseudonimu wiązała się również utrata maski, w której Sebei walczył od debiutu w 2002 roku. 29 maja Zayn wziął udział w 18-osobowym battle royal o miano pretendenta do pasa NXT, ale został wyeliminowany przez Masona Ryana. 17 lipca Zayn przegrał kolejną walkę o miano pretendenta w walce z Cesaro i Leo Krugerem. Na NXT Arrival Zayn przegrał z Cesaro. 29 maja 2014 roku na NXT TakeOver Zayn ponownie przegrał w walce o miano pretendenta do pasa NXT, tym razem z Tylerem Breeze. W czerwcu Zayn rozpoczął feud z Tysonem Kiddem i utworzył tag team z Adrianem Neville’em, który obronił go przeciwko Kiddowi na NXT. 8 września 2014 roku Neville i Zayn pojawili się na Raw, gdzie pokonali Breeze'a i Kidda.
11 września 2014 roku na NXT TakeOver: Fatal 4-Way Zayn brał udział w Fatal 4-way matchu o NXT Championship, gdzie był bliski zdobycia tytułu, ale Adrian Neville uniemożliwił sędziemu doliczenie do 3 przy przypięciu przez Zayna, co zniszczyło przyjaźń obu zawodników. W walce brali również udział Tyler Breeze i Tyson Kidd.
11 grudnia 2014 roku na  NXT TakeOver: R Evolution Zayn pokonał Adriana Neville’a i zdobył pas mistrzowski NXT. W tej walce Sami postawił na szali swoją karierę w NXT. Po walce wielu wrestlerów gratulowało Zaynowi mistrzostwa, między innymi Kevin Owens, który niespodziewanie zaatakował Zayna. Zayn pokonał Owensa w walce o pas 14 stycznia 2015 roku na NXT, ale na  NXT TakeOver: Rival Sami stracił tytuł na rzecz Kevina po tym, jak sędzi przerwał walkę. Panowanie Zayna trwało 62 dni.
4 maja 2015 roku Sami zadebiutował na Raw odpowiadając na Open Challenge Johna Ceny o WWE United States Championship, ale Zayn przegrał walkę. Na NXT TakeOver: Unstoppable Zayn dostał rewanż o pas NXT z Owensem, ale walka zakończyła się jako no contest po interwencji Samoa Joe. W walce Zayn doznał kontuzji ramienia. & miesięcy później Zayn powrócił do NXT pokonując Tye'a Dillingera na odcinku NXT z 23 grudnia 2015 roku (walka ta była nagrana 16 grudnia na NXT TakeOver: London).

### Debiut w Royal Rumble
Podczas PPV Royal Rumble 2016 Sami Zayn zadebiutował w Royal Rumble Matchu wkraczając jako numer 20. Wyeliminował Kevina Owensa, lecz sam szybko został wyeliminowany.

### Występ w Polsce
W Polsce, występujący jako El Generico, zaprezentował się 24 października 2009 roku na gali Do or Die Wrestling w warszawskim Klubie Karuzela, wygrywając walkę z Michaelem Kovacem. Po walce został przez fanów obdarowany polską flagą.

## Styl Walki

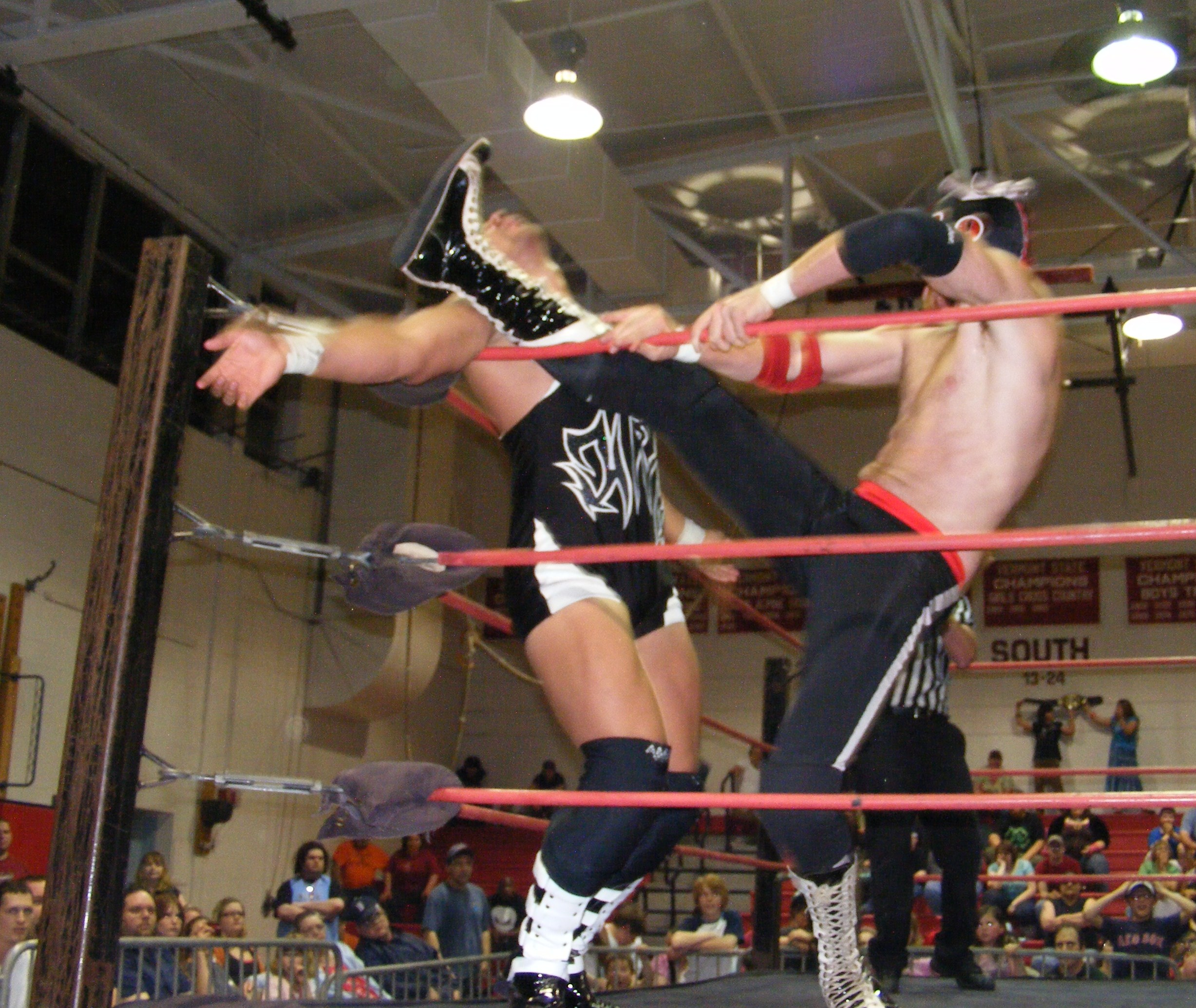
El Generico wykonujący Olé Kick/Helluva Kick.

### Finishery
- Jako Sami Zayn
  - Helluva Kick[6]
  - Reverse STO, a następnie Koji Clutch
  - Blue Thunder Bomb
- Jako El Generico
  - Brainbustaaaaahhhhh!!!!!
  - Spike brainbuster

## Sukcesy
Association de Lutte Féminine

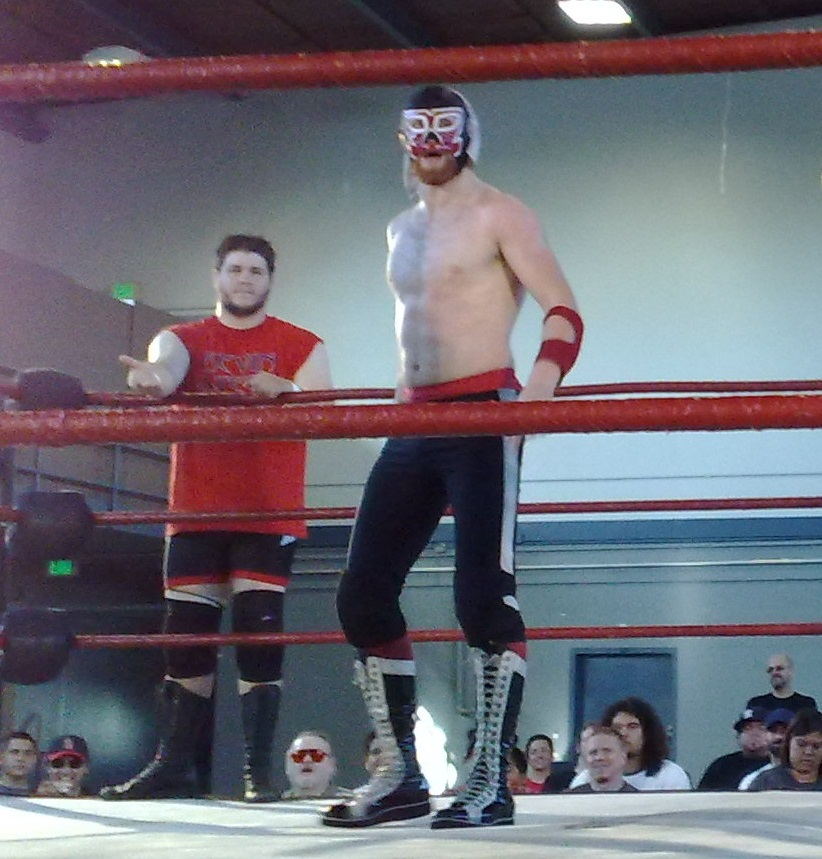
Steen (po lewej) i Generico (po prawej) razem w tag teamie w 2008 roku.

- Sherri Memorial Cup Tournament (2007)– z LuFisto

Britannia Wrestling Promotions
- PWI:BWP World Catchweight Championship (1 raz)

Chikara
- Rey de Voladores (2011)

Dramatic Dream Team/Union Pro
- DDT Extreme Division Championship (1 raz)
- KO-D Openweight Championship (1 raz)
- Best Foreigner Award (2012)

Elite Wrestling Revolution
- Elite 8 Tournament (2004)

GBG Wrestling
- GBG Heavyweight Championship (1 raz)

International Wrestling Syndicate
- IWS World Heavyweight Championship (2 razy)
- IWS Tag Team Championship (1 raz) – z Twiggym

North Shore Pro Wrestling
- NSPW Championship (1 raz)

Pro Wrestling Guerrilla
- PWG World Championship (2 razy)
- PWG World Tag Team Championship (5 razy) – z Human Tornado (1), Quicksilverem (1), Kevinem Steenem (2) i Paulem Londonem (1)
- Battle of Los Angeles (2011)[16]
- Dynamite Duumvirate Tag Team Title Tournament (2010) – z Paulem Londonem

Pro Wrestling Illustrated
- 23 miejsce na liście PWI 500 – 500 najlepszych wrestlerów 2015 roku.

Pro Wrestling Prestige
- PWP Heavyweight Championship (1 raz)

Puerto Rico Wrestling Association
- PRWA Caribbean Championship (1 raz)

Ring of Honor
- ROH World Tag Team Championship (1 raz)– z Kevinem Steenem[7]
- ROH World Television Championship (1 raz)[8]

SoCal Uncensored
- Match of the Year (2006) vs PAC z 18 listopada, Pro Wrestling Guerrilla
- Match of the Year (2007) vs Bryan Danielson z 29 lipca, Pro Wrestling Guerrilla
- Most Outstanding Wrestler (2006, 2007)
- Tag Team of the Year (2006) z Quicksilverem
- Wrestler of the Year (2007)

STHLM Wrestling
- STHLM Wrestling Championship (1 raz)

Westside Xtreme Wrestling
- wXw Unified World Wrestling Championship (1 raz)
- 16 Carat Gold Tournament (2012)

Wrestling Observer Newsletter
- Feud of the Year (2010) vs Kevin Steen

WWE
- NXT Championship (1 raz)[9]
- WWE Intercontinental Championship (4 razy, obecny)
- WWE Raw Tag Team Championship (1 raz) – z Kevinem Owensem
- WWE SmackDown Tag Team Championship (1 raz) – z Kevinem Owensem
- Slammy Award (1 raz)
  - NXT Superstar of the Year (2014)